# Boniface Lutibezi Shufu
Boniface Lutibezi Shufu ist seit dem 1. August 1993 König der Mayeyi, einem Clan der Lozi im  Caprivizipfel, in der Region Sambesi, im äußersten Nordosten Namibias. Er steht als Shikati der Traditionellen Verwaltung der Mayeyi mit Sitz in Sangwali vor.